# Momčilo Ninčić
Momčilo Ninčić cyr. Момчило Нинчић (ur. 10 czerwca 1876 w Jagodinie, zm. 23 grudnia 1949 w Lozannie) – serbski polityk, prawnik i dyplomata, minister finansów Serbii (1914-1917), minister spraw zagranicznych (1922-1924 i 1941-1943).

## Życiorys
Pochodził z rodziny żydowskiej, był synem prawnika i polityka Aarona i Pauli. Po ukończeniu szkoły średniej wyjechał do Paryża, gdzie odbył studia prawnicze. W 1899 obronił pracę doktorską na Sorbonie. Po powrocie do kraju rozpoczął pracę w ministerstwie finansów, a od 1902 pracował na Wydziale Prawa Szkoły Wyższej na stanowisku profesora. W 1914 stanął na czele resortu finansów, a w 1917 kierował resortem edukacji. Jako przedstawiciel Narodowej Partii Radykalnej w 1922 kierował resortem spraw zagranicznych Królestwa SHS. W latach 1922–1926 reprezentował Partię Radykalną w Skupsztinie SHS. Był przedstawicielem Królestwa SHS w Lidze Narodów. W latach 1923–1926 kierował Komisją Finansową Ligi, w 1926 objął stanowisko przewodniczącego Ligi Narodów.
W 1941 opuścił kraj. W 1941 kierował resortem spraw zagranicznych w rządzie jugosłowiańskim na uchodźstwie. W 1946 został skazany in absentia przez sąd w Belgradzie na karę 8 lat pracy przymusowej, utratę praw obywatelskich i konfiskatę mienia. Zmarł w Lozannie.
Był autorem kilku prac naukowych poświęconych tematyce finansowej i stosunkom międzynarodowym.

## Publikacje
- 1903: Систем непосредних пореза у Србији
- 1904: Царински савез Србије и Бугарске
- 1920: Наше валутно питање
- 1937: La Crise Bosniaque (1908 - 1909) et les Puissances Europeennes